# Mon cher Théo Van Gogh
Mon cher Théo Van Gogh è un cortometraggio del 1980 diretto da Max Gérard e basato sulla vita del pittore olandese Vincent van Gogh.